# Sloanea pubiflora
Sloanea pubiflora är en tvåhjärtbladig växtart som beskrevs av Planch. & Linden och George Bentham. Sloanea pubiflora ingår i släktet Sloanea och familjen Elaeocarpaceae. Inga underarter finns listade i Catalogue of Life.